# 엘라 룸프
엘라 룸프(독일어: Ella Rumpf, 1995년 2월 4일 ~ )는 스위스의 배우이다. 2024 세자르상 신인여우상, 2020 베를린 영화제 슈팅스타상 공동수상자이다.

## 어린 시절
1995년 프랑스 파리에서 태어나, 스위스 취리히에서 성장했다. 아버지는 심리 치료사이며 어머니는 강연자이다. 슈타이너 학교를 다녔으며, 14살 때 로미오와 줄리엣 연극을 통해 연기에 관심을 갖게 되었다. 16살 때 출연한 프리데리케 젠 감독의 2011년 《썸머 아웃사이드》를 통해 영화 데뷔했다.

## 출연 작품

### 영화
- 섬머 아웃사이드 (2011)
- 워 (War, 2014)
- 로우 (2016)
- 타이거 걸 (2017)
- 마가리트의 정리 (2023)